# Кривошиєво
Кривоши́єво (рос. Кривошеево, ерз. Кривошеево) — присілок у складі Темниковського району Мордовії, Росія. Входить до складу Аксьольського сільського поселення.
Населення — 4 особи (2010; 18 у 2002).
Національний склад (станом на 2002 рік):
- татари — 50 %
- росіяни — 50 %